# Abyssochrysos bicinctum
Abyssochrysos bicinctum là một loài ốc biển, là động vật thân mềm chân bụng sống ở biển thuộc họ Abyssochrysidae.

## Phân bố
Makassar Strait, Indonesia